# Мишель Визаж
Мишель Линн Шупак (англ. Michelle Lynn Shupack; род. 20 сентября 1968, Перт-Амбой, Нью-Джерси), более известная как Мишель Визаж (англ. Michelle Visage) — американская певица, радио- и телеведущая, продюсер. Получила известность после участия в музыкальной группе Seduction. С 2011 года является судьёй в телешоу «Королевские гонки Ру Пола». В 2019 году как продюсер 11 сезона шоу получила статуэтку «Эмми».